# Světový pohár v orientačním běhu 2024
Světový pohár v orientačním běhu v roce 2024 (Orienteering World Cup 2024) byl 29. ročníkem této prestižní mezinárodní soutěže. Skládal se ze sedmi individuálních závodů a tří štafetových klání, které byly rozděleny do čtyř kol konaných ve čtyřech různých zemích: Švýcarsku, Itálii, Maďarsku a Finsku. Tento ročník nabídl pestrou kombinaci městských sprintů a lesních závodů, což prověřilo univerzálnost a všestrannost závodníků. První dvě kola se zaměřila na sprintové disciplíny, zatímco třetí a čtvrté kolo přinesla náročné závody v lesním terénu.
Součástí Světového poháru bylo také Mistrovství Evropy v orientačním běhu 2024, které se konalo v Maďarsku. Tato událost byla výjimečná tím, že umožnila účast i závodníkům mimoevropských zemí. Finále Světového poháru proběhlo ve finském Kuopiu, kde se zároveň jednalo o přípravu na Mistrovství světa v orientačním běhu 2025.
V mužské kategorii triumfoval Kasper Harlem Fosser z Norska, který si svým vítězstvím zajistil již třetí celkový titul v kariéře. Mezi ženami poprvé zvítězila Simona Aebersoldová ze Švýcarska, která svými konzistentními výkony ovládla celkové pořadí. Tento ročník byl rovněž charakteristický těsnými souboji mezi nejlepšími světovými orientačními běžci a vysokou úrovní organizace jednotlivých závodů.

## Program světového poháru 2024
| Jednotlivé závody                                               | Jednotlivé závody | Jednotlivé závody | Jednotlivé závody | Jednotlivé závody |
| Olten Janov Mór Kuopio Lokace míst závodů Světového poháru 2024 | Č.                | Datum             | Trať              | Místo             |
| --------------------------------------------------------------- | ----------------- | ----------------- | ----------------- | ----------------- |
| Olten Janov Mór Kuopio Lokace míst závodů Světového poháru 2024 | 1.                | 25. květen 2024   | Knock-out sprint  | Olten, Švýcarsko  |
| Olten Janov Mór Kuopio Lokace míst závodů Světového poháru 2024 | 2.                | 26. květen 2024   | Sprint            | Olten, Švýcarsko  |
| Olten Janov Mór Kuopio Lokace míst závodů Světového poháru 2024 | 3.                | 1. červen 2024    | Sprint            | Janov, Itálie     |
| Olten Janov Mór Kuopio Lokace míst závodů Světového poháru 2024 | 4.                | 2. červen 2024    | Sprint štafety    | Janov, Itálie     |
| Olten Janov Mór Kuopio Lokace míst závodů Světového poháru 2024 | 5.                | 17. srpen 2024    | Middle            | Mór, Maďarsko     |
| Olten Janov Mór Kuopio Lokace míst závodů Světového poháru 2024 | 6.                | 18. srpen 2024    | Long              | Mór, Maďarsko     |
| Olten Janov Mór Kuopio Lokace míst závodů Světového poháru 2024 | 7.                | 20. srpen 2024    | Štafety           | Mór, Maďarsko     |
| Olten Janov Mór Kuopio Lokace míst závodů Světového poháru 2024 | 8.                | 26. září 2024     | Long              | Kuopio, Finsko    |
| Olten Janov Mór Kuopio Lokace míst závodů Světového poháru 2024 | 9.                | 29. září 2024     | Štafety           | Kuopio, Finsko    |

## Jednotlivé závody Světového poháru 2024
| Program jednotlivých závodů Světového poháru 2024 | Program jednotlivých závodů Světového poháru 2024 | Program jednotlivých závodů Světového poháru 2024 | Program jednotlivých závodů Světového poháru 2024 | Program jednotlivých závodů Světového poháru 2024 | Program jednotlivých závodů Světového poháru 2024 | Program jednotlivých závodů Světového poháru 2024 | Program jednotlivých závodů Světového poháru 2024 | Program jednotlivých závodů Světového poháru 2024 | Program jednotlivých závodů Světového poháru 2024 |
|                                                   |                                                   |                                                   |                                                   | Muži                                              | Muži                                              | Muži                                              | Ženy                                              | Ženy                                              | Ženy                                              |
| Pořadí                                            | Místo                                             | Disciplína                                        | Datum                                             | Zlatá medaile                                     | Stříbrná medaile                                  | Bronzová medaile                                  | Zlatá medaile                                     | Stříbrná medaile                                  | Bronzová medaile                                  |
| ------------------------------------------------- | ------------------------------------------------- | ------------------------------------------------- | ------------------------------------------------- | ------------------------------------------------- | ------------------------------------------------- | ------------------------------------------------- | ------------------------------------------------- | ------------------------------------------------- | ------------------------------------------------- |
| 1.                                                | Olten, Švýcarsko                                  | Knock-out sprint                                  | 25. května                                        | Joey Hadorn                                       | Jonatan Gustafsson                                | Tuomas Heikkila                                   | Tove Alexanderssonová                             | Simona Aebersoldová                               | Natalija Gemperleová                              |
| 2.                                                | Olten, Švýcarsko                                  | Sprint                                            | 26. května                                        | Emil Svensk                                       | Tuomas Heikkila                                   | Martin Regborn                                    | Natalija Gemperleová                              | Simona Aebersoldová                               | Tereza Jánošíková                                 |
| 3.                                                | Janov, Itálie                                     | Sprint                                            | 1. června                                         | Kasper Harlem Fosser                              | Martin Regborn                                    | Tomáš Křivda                                      | Simona Aebersoldová                               | Natalija Gemperleová                              | Ane Dyrkornová                                    |
| 4.                                                | Mór, Maďarsko                                     | Middle distance (střední trať)                    | 17. srpna                                         | Eirik Langedal Breivik                            | Kasper Harlem Fosser                              | Albin Ridefelt                                    | Simona Aebersoldová                               | Natalija Gemperleová                              | Andrine Benjaminsenová                            |
| 5.                                                | Mór, Maďarsko                                     | Long distance (dlouhá trať)                       | 18. srpna                                         | Kasper Harlem Fosser                              | Daniel Hubmann                                    | Miika Kirmula                                     | Tove Alexanderssonová                             | Simona Aebersoldová                               | Andrine Benjaminsenová                            |
| 6.                                                | Kuopio, Finsko                                    | Long distance (dlouhá trať)                       | 26.září                                           | Miika Kirmula                                     | Martin Regborn                                    | Eetu Savolainen                                   | Tove Alexanderssonová                             | Simona Aebersoldová                               | Hanna Lundbergová                                 |
| 7.                                                | Kuopio, Finsko                                    | Middle distance (střední trať)                    | 28.září                                           | Eirik Langedal Breivik                            | Kasper Harlem Fosser                              | Max Peter Bejmer                                  | Tove Alexanderssonová                             | Simona Aebersoldová                               | Marie Olaussenová                                 |

## Štafety
| 1. | Janov, Itálie  | Sprintová štafeta | 2. června | Natalija Gemperleová, Riccardo Rancan, Joey Hadorn, Simona Aebersoldová | Maija Sianoja, Miika Kirmula, Toumas Heikkila, Venla Harju    | Barbora Matějková, Jakub Glonek, Tomáš Křivda, Tereza Jánošíková |
| 2. | Mór, Maďarsko  | Štafeta mužů      | 20. srpna | Eskil Kinneberg, Eirik Langedal Breivik, Kasper Harlem Fosser           | Viktor Svensk, Albin Ridefelt, Emil Svensk                    | Daniel Hubmann, Fabian Aebersold, Joey Hadorn                    |
| 3. | Mór, Maďarsko  | Štafeta žen       | 20. srpna | Ines Bergerová, Natalija Gemperleová, Simona Aebersoldová               | Kamilla Steiwerová, Marie Olaussenová, Andrine Benjaminsenová | Johanna Ridefeltová, Hanna Lundbergová, Tove Alexanderssonová    |
| 4. | Kuopio, Finsko | Štafeta mužů      | 29. září  | Albin Ridefelt, Emil Svensk, Gustav Bergman                             | Jørgen Baklid, Eirik Langedal Breivik, Kasper Harlem Fosser   | Teemu Oksanen, Eetu Savolainen, Miika Kirmula                    |
| 5. | Kuopio, Finsko | Štafeta žen       | 29. září  | Hanna Lundbergová, Sanna Fastová, Tove Alexanderssonová                 | Ane Dyrkornová, Marie Olaussenová, Andrine Benjaminsenová     | Marika Teiniová, Maija Sianoja, Venla Harju                      |

## Celkové pořadí Světového poháru 2024

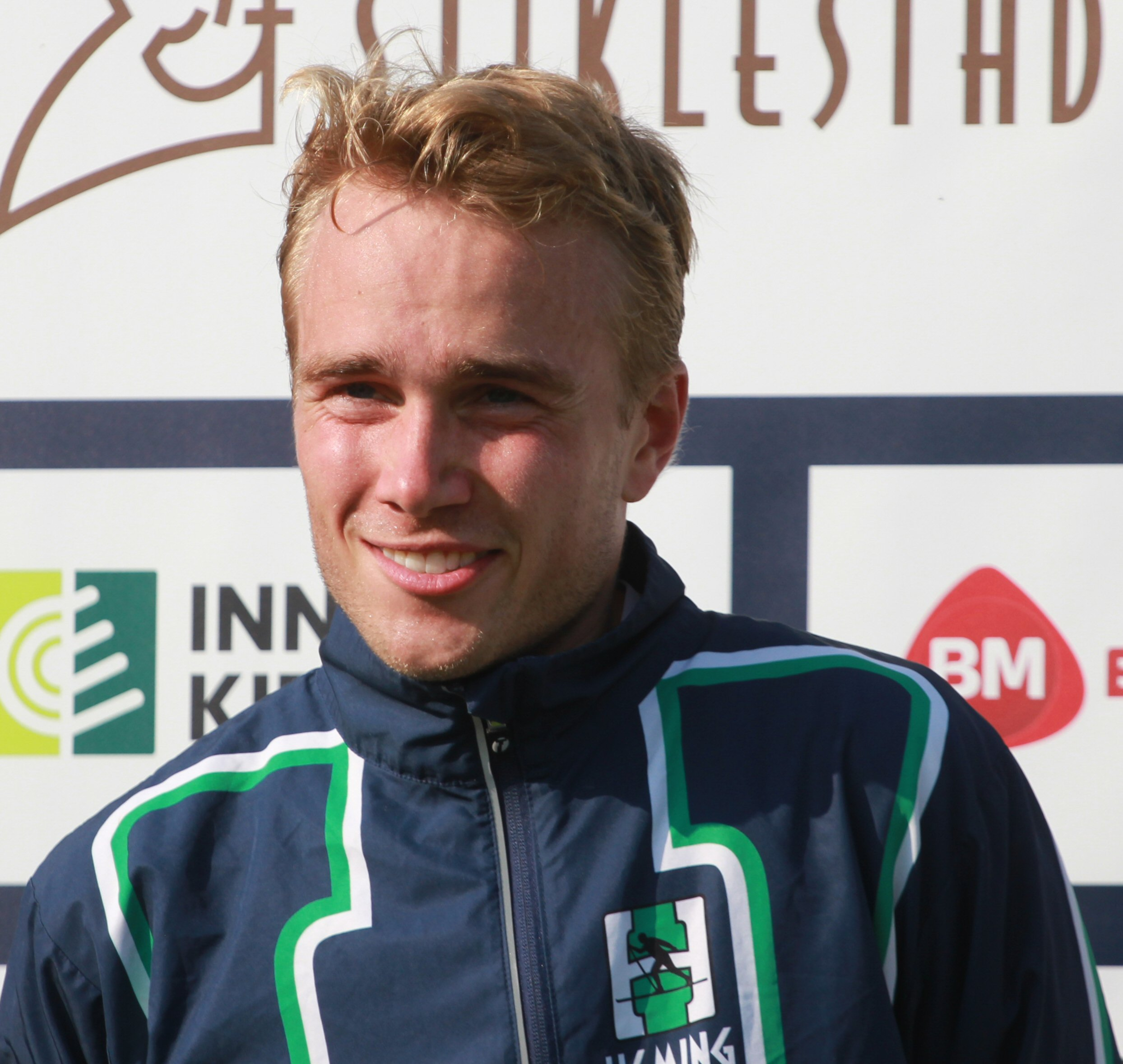
Vítěz Světového poháru 2024 - Kasper Harlem Fosser
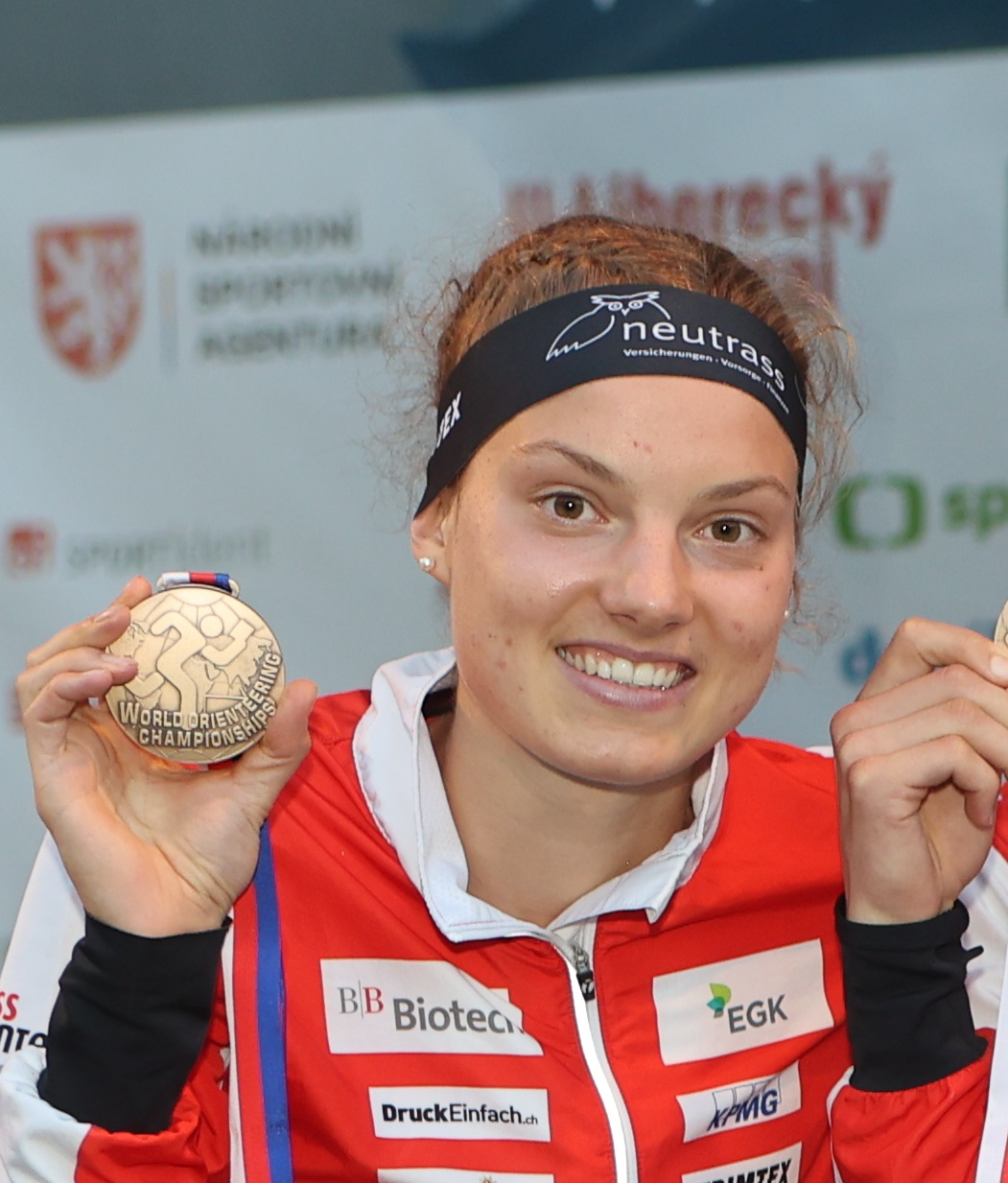
Vítězka Světového poháru 2024 - Simona Aebersoldová

### Jednotlivci
| Celkové pořadí   | Celkové pořadí         | Celkové pořadí | Celkové pořadí | Celkové pořadí   | Celkové pořadí             | Celkové pořadí | Celkové pořadí |
| Muži             | Muži                   | Muži           | Muži           | Ženy             | Ženy                       | Ženy           | Ženy           |
| ---------------- | ---------------------- | -------------- | -------------- | ---------------- | -------------------------- | -------------- | -------------- |
| - Celkové body   | - Celkové body         | - Celkové body | - Celkové body | - Celkové body   | - Celkové body             | - Celkové body | - Celkové body |
| Pořadí           | Závodník               | Země           | Body           | Pořadí           | Závodnice                  | Země           | Body           |
| Zlatá medaile    | Kasper Harlem Fosser   | Norsko         | 444            | Zlatá medaile    | Simona Aebersoldová        | Švýcarsko      | 600            |
| Stříbrná medaile | Martin Regborn         | Švédsko        | 346            | Stříbrná medaile | Tove Alexanderssonová      | Švédsko        | 537            |
| Bronzová medaile | Eirik Langedal Breivik | Norsko         | 294            | Bronzová medaile | Natalija Gemperleová       | Švýcarsko      | 405            |
| 4.               | Emil Svensk            | Švédsko        | 258            | 4.               | Andrine Benjaminsen        | Norsko         | 308            |
| 5.               | Daniel Hubmann         | Švýcarsko      | 239            | 5.               | Hanna Lundberg             | Švédsko        | 283            |
| 6.               | Miika Kirmula          | Finsko         | 232            | 6.               | Venla Harju                | Finsko         | 238            |
| 7.               | Joey Hadorn            | Švýcarsko      | 225            | 7.               | Marie Olaussen             | Norsko         | 213            |
| 8.               | Tomáš Křivda           | Česko          | 213            | 8.               | Victoria Haestad Bjornstad | Norsko         | 198            |

### Týmy
| Celkové pořadí | Celkové pořadí | Celkové pořadí | Celkové pořadí |
| Pořadí         | Země           | Body           |                |
| -------------- | -------------- | -------------- | -------------- |
| 1              | Švédsko        | 5887           |                |
| 2              | Norsko         | 5525           |                |
| 3              | Švýcarsko      | 4938           |                |
| 4              | Finsko         | 3735           |                |
| 5              | Česko          | 2330           |                |
| 6              | Francie        | 2086           |                |
| 7              | Dánsko         | 1673           |                |
| 8              | Velká Británie | 1609           |                |
| 9              | Estonsko       | 1461           |                |
| 10             | Rakousko       | 1453           |                |